# Полицейский из Беверли-Хиллз 3
«Полицейский из Беверли-Хиллз 3» — комедийный боевик 1994 года с участием Эдди Мерфи. Продолжение фильмов «Полицейский из Беверли-Хиллз» (1984) и «Полицейский из Беверли-Хиллз 2» (1987). Из предыдущих серий остались актёры Джадж Рейнхолд, Гилберт Р. Хилл (первая и вторая части) и Бронсон Пинчот (первая часть).

## Сюжет
Однажды ночью в Детройте Аксель Фоули планирует арестовать банду угонщиков автомобилей, которые управляют местной закусочной. Без ведома своего начальника, инспектора Дж. Дугласа Тодда, Аксель отменил спецназ, намереваясь совершить набег на магазин, используя только свою команду. Тем временем группа из четырёх человек прибывает в мясную лавку, чтобы забрать кубический фургон, который угнали угонщики. Лидер группы подтверждает, что в автомобиле все ещё находится груз, состоящий из ящиков, помеченных как собственность правительства США, а затем приказывает своим людям казнить угонщиков.
Когда убийцы собираются уйти, Аксель, не подозревая о том, что произошло внутри, входит в магазин и обнаруживает, что его команда перевооружена. Тодд, прибывший через несколько мгновений, убит лидером группы. Когда преступники убегают в кубическом фургоне, Аксель бросается в погоню на одной из частично разобранных машин из магазина, но его перехватывает агент секретной службы Стив Фулбрайт. Фулбрайт сообщает Акселю, что убийца должен оставаться на свободе, потому что федеральное правительство преследует более крупную схему, в которой он замешан.
После похорон Тодда Аксель узнает, что несколько улик, оставленных убийцами, указывают на Мир чудес, тематический парк в Беверли-Хиллз, Калифорния, принадлежащий «дяде Дэйву» Торнтону. Аксель прибывает в Беверли-Хиллз и воссоединяется со своим другом Билли Роузвудом, которого повысили до «заместителя директора по операциям межведомственного оперативного командования объединённых систем» (DDO-JSIOC), и встречает Джона Флинта, нового партнера Билли после выхода на пенсию Джона Таггарта. Флинт звонит своему другу Эллису ДеВальду, главе службы безопасности парка Wonder World, чтобы сообщить ему, что Аксель приезжает в парк для своего расследования.
Аксель дружится с Дженис Перкинс, служащей парка, во время экскурсии по подземным закулисным объектам парка. За ним наблюдает охрана, затем в него стреляют и нападают в рукопашную. Аксель отступает на поверхность, где встает в очередь, чтобы попасть на колесо обозрения Паука. Охранники случайно блокируют аттракцион, подвергая опасности жизни двух маленьких детей. Аксель спасает их и впоследствии доставляется к управляющему парком Оррину Сандерсону. Когда ДеВальда вызывают, чтобы оспорить утверждение о том, что Аксель подвергся нападению со стороны охранников без предварительного оспаривания, Аксель сразу же признает ДеВальда убийцей Тодда, но Роузвуд и Флинт отказываются верить этому утверждению, потому что ДеВальд сохраняет безупречную общественную репутацию. Позже Акселя посещают в его номере мотеля дядя Дэйв и Дженис, которые сообщают ему, что дизайнер парка «Мир чудес» и близкий друг Дэйва, Роджер Фрай, таинственным образом исчез во время осмотра территории двумя неделями ранее, оставив только письмо с загадочным сообщением.
Аксель пытается убедить ДеВальда раскрыть свою преступную деятельность, несмотря на постоянные увещевания со стороны Фулбрайта, но ДеВальд оказывается слишком ловким, чтобы его поймали на ошибке. Когда Аксель позже копается глубже в закрытой части парка, он обнаруживает, что ДеВальд и Сандерсон управляют сетью контрафактной продукции, которая использует «Мир чудес» в качестве прикрытия, а ДеВальд был в магазине в Детройте, чтобы получить в свои руки чистую печать. Бумага, используемая для американской валюты. В тот же вечер Аксель встречается с дядей Дэйвом, чтобы расспросить его о дальнейших деталях и так найти веские доказательства, и тем самым обнаруживает, что предупреждающее письмо Фрая на самом деле написано на листе украденной мятной бумаги. Однако, прежде чем он успевает использовать эти доказательства, ДеВальд застрелил дядю Дэйва, а Акселя обвиняют в его стрельбе.
Сбежав от ДеВальда и доставив дядю Дейва в Мемориальную больницу Уилшира, Аксель намеревается доказать свою невиновность, штурмуя парк, вызывая Роузвуда и Флинта, чтобы те помогли ему. В результате перестрелки погибают приспешники ДеВальда, а после рукопашной схватки Аксель стреляет и убивает ДеВальда(а до этого он в типографии «сделал автограф» с собственным лицом на фальшивой однодолларовой банкноте из «Мира чудес», после того, когда расстрелял приспешников ДеВальда), тем самым отомстив за Тодда. Во время боя Сандерсон застрелен в типографии агентом Фулбрайтом, который затем появляется перед Акселем, чтобы объяснить, что он был прав. Аксель понимает фактическую причастность Фулбрайта к фальшивомонетчикам и смертельно стреляет в него во время короткой борьбы. Дядя Дэйв полностью выздоравливает, и он благодарит Акселя за его помощь, создавая нового персонажа для Мира Чудес со своим именем, Аксель Фокс, и Аксель начинает отношения с Дженис.

## В ролях
- Эдди Мерфи — детектив Аксель Фоули
- Джадж Рейнхолд — детектив Уильям «Билли» Роузвуд
- Гектор Элизондо — детектив Джон Флинт
- Бронсон Пинчот — Серж
- Джон Сэксон — Оррин Сэндерсон
- Тимоти Кархарт — Эллис Де Волд
- Тереза Рэндл — Дженис
- Алан Янг — дядя Дэйв Торнтон
- Стивен МакХэтти — Стив Фулбрайт
- Дэвид Пэрри — Тоддео

## Отзывы
«Полицейский из Беверли-Хиллз 3» подвергся резкой критике и в настоящее время имеет рейтинг 11 % на Rotten Tomatoes на основе 56 обзоров. Критический консенсус гласит; «Несмотря на то, что действие „Полицейский из Беверли-Хиллз 3“ происходит в парке развлечений, никакого веселья там не наблюдается, однако присутствуют скучные сцены жестокости и насилия и несмешные шутки, не помогает делу и нехарактерно апатичный Эдди Мерфи». Metacritic, который присваивает нормализованную оценку, оценил его на 16/100 на основе 15 обзоров, что указывает на «подавляющую неприязнь». Ричард Натале из Variety назвал это «возвращением Эдди Мерфи в форму», которое «выдыхается ещё до конца». Кэрин Джеймс из The New York Times написала, что фильм создан для надежного и безопасного заработка, но Мерфи слишком прямолинейно играет Фоули. Оуэн Глейберман из Entertainment Weekly оценил его на D- и назвал выступление Мерфи «безрадостным» и «удручающим».